# Putkowice Nadolne (gromada)
Putkowice Nadolne – dawna gromada, czyli najmniejsza jednostka podziału terytorialnego Polskiej Rzeczypospolitej Ludowej w latach 1954–1972.
Gromady, z gromadzkimi radami narodowymi (GRN) jako organami władzy najniższego stopnia na wsi, funkcjonowały od reformy reorganizującej administrację wiejską przeprowadzonej jesienią 1954 do momentu ich zniesienia z dniem 1 stycznia 1973, tym samym wypierając organizację gminną w latach 1954–1972.
Gromadę Putkowice Nadolne z siedzibą GRN w Putkowicach Nadolnych utworzono – jako jedną z 8759 gromad – w powiecie siemiatyckim w woj. białostockim, na mocy uchwały nr 21/V WRN w Białymstoku z dnia 4 października 1954. W skład jednostki weszły obszary dotychczasowych gromad Putkowice Nadolne, Putkowice Nagórne i Wierzchuca Nagórna ze zniesionej gminy Śledzianów oraz obszar dotychczasowej gromady Chutkowice ze zniesionej gminy Drohiczyn w tymże powiecie. Dla gromady ustalono 11 członków gromadzkiej rady narodowej.
1 stycznia 1959 gromadę Putkowice Nadolne zniesiono, włączając jej obszar do gromad Śledzianów (wsie Putkowice Nadolne, Putkowice Nagórne, Rotki i Wierzchuca Nadgórna, kolonie Wierzchuca-Międzygaje i Wierzchuca Nadbużna oraz obszar lasów państwowych N-ctwa Kąty obejmujący oddziały 172 — 183) i Drohiczyn (wieś Chutkowice).